# Antonio Fazzini
Antonio Fazzini (Teramo, 17 gennaio 1926 – Mozzano, 24 aprile 1968) è stato un militare italiano, Appuntato dell'Arma dei Carabinieri, insignito di Medaglia d'oro al valor civile (alla memoria).